# Triple A (アニメ制作会社)
株式会社Triple A（トリプルエイ、英: Triple A Corporation.）は、日本のアニメ制作会社。

## 概要
2002年12月にXEBECの子会社として設立されたアニメ制作会社。動仕業務では国内最大手のスタジオであり、社名は「Andy's Animation Association」の頭文字をとって「Triple A（AAA）」としている（Andyは創業者の宋仁圭の英語名である）。代表は山崎猛が務めた後、創業者である宋が昨年11月から戻り務めている。設立当初は二原、動仕、撮影、検査などの下請けを主な業務としていたが、2003年以降は大手制作会社のグロス請けも行っている。
2005年5月期にXEBECはTriple Aの株式を売却したため、同社およびIGポートグループとの資本関係は無くなっている。
2009年5月、子会社としてTriple A本社内に「株式会社C2C」を設立した。社名は「Challenge To Challenge」の略。元請作品を生み出すことを目標に設立された経緯があり、設立以降、元請制作に関しては「C2C」名義で制作を請け負う。その際、作品内の第二原画、動画、仕上げは当社が担当している。
2022年11月、本社を東京都西東京市田無町7丁目19番3号プラザハウス海老沢1Fから同市田無町2丁目9番9号海老澤ビル1Fへ移転。

## 主な作品

### テレビアニメ
2000年代
- LAST EXILE（制作元請：ゴンゾ、各話制作協力、2003年）
- 最遊記RELOAD（制作元請：ぴえろ、各話制作協力、2003年 - 2004年）
- 蒼穹のファフナー（制作元請：XEBEC、各話制作協力、2004年）
- 魔法先生ネギま!（制作元請：XEBEC、制作協力 ※XEBEC M2と共同、2005年）
- MÄR -メルヘヴン-（制作元請：SynergySP、各話制作協力、2005年 - 2007年）
- エレメンタル ジェレイド（制作元請：XEBEC、各話制作協力、2005年）
- 甲虫王者ムシキング 森の民の伝説（制作元請：トムス・エンタテインメント、各話制作協力、2005年 - 2006年）
- アイシールド21（制作元請：ぎゃろっぷ、各話制作協力、2005年 - 2008年）
- ゾイドジェネシス（制作元請：小学館ミュージック&デジタル エンタテイメント、各話制作協力、2005年 - 2006年）
- 韋駄天翔（制作元請：トランス・アーツ、各話制作協力、2005年 - 2006年）
- capeta（制作元請：スタジオコメット、各話制作協力、2005年 - 2006年）
- スクールランブル 二学期（制作元請：スタジオコメット、各話制作協力、2006年）
- ギャラクシーエンジェる〜ん（制作元請：サテライト、各話制作協力、2006年）
- 内閣権力犯罪強制取締官 財前丈太郎（制作元請：トランス・アーツ、各話制作協力、2006年）
- NIGHT HEAD GENESIS（制作元請：アクタス、各話制作協力、2006年）
- ときめきメモリアル Only Love（制作元請：AIC A.S.T.A.、各話制作協力、2006年 - 2007年）
- 史上最強の弟子ケンイチ（制作元請：トムス・エンタテインメント、各話制作協力、2006年 - 2007年）
- Saint October（制作元請：スタジオコメット、各話制作協力、2007年）
- 鋼鉄三国志（制作元請：ピクチャーマジック、各話制作協力、2007年）
- アイドルマスター XENOGLOSSIA（制作元請：サンライズ、各話制作協力【動画、仕上】、2007年）
- 風の少女エミリー（制作元請：トムス・エンタテインメント、各話制作協力、2007年）
- 古代王者 恐竜キング Dキッズ・アドベンチャー（制作元請：サンライズ、各話制作協力、2007年 - 2008年）
- 鉄子の旅（制作元請：グループ・タック、各話制作協力、2007年）
- まめうしくん（制作元請：トムス・エンタテインメント、各話制作協力、2007年 - 2008年）
- 狼と香辛料（制作元請：IMAGIN、各話制作協力、2008年）
- 古代王者 恐竜キング Dキッズ・アドベンチャー 翼竜伝説（制作元請：サンライズ、各話制作協力、2008年）
- 鉄腕バーディー DECODE（制作元請：A-1 Pictures、各話制作協力、2008年）
- バトルスピリッツ 少年突破バシン（制作元請：サンライズ、各話制作協力、2008年 - 2009年）
- とある魔術の禁書目録（制作元請：J.C.STAFF、各話制作協力、2008年 - 2009年）
- ライブオン CARDLIVER 翔（制作元請：トムス・エンタテインメント、各話制作協力、2008年 - 2009年）
- 鋼の錬金術師 FULLMETAL ALCHEMIST（制作元請：ボンズ、各話制作協力、2009年）

2010年代
- じょしらく（制作元請：J.C.STAFF、各話制作協力【動画、仕上】2011年）
- AURA 〜魔竜院光牙最後の闘い〜（制作元請：AIC ASTA、各話制作協力【動画、仕上】2013年）
- 妖怪ウォッチ (アニメ)（制作元請：OLM、各話制作協力【二原、動画、仕上】2014-2018年）
- GANGSTA.（制作元請：マングローブ (アニメ制作会社)、各話制作協力【二原、動画、仕上】2015年）
- クラシカロイド（制作元請：サンライズ、各話制作協力【二原、動画】2016年）
- D.Gray-man HALLOW（制作元請：トムス・エンタテインメント、各話制作協力【動画、仕上】2016年）
- 食戟のソーマ 弐ノ皿（制作元請：J.C.STAFF、各話制作協力【動画、仕上】2016年）
- 機動戦士ガンダム 鉄血のオルフェンズ（制作元請：サンライズ、各話制作協力【二原、動画、仕上】2016年）
- ナンバカ（制作元請：サテライト、各話制作協力【動画、仕上】2016年）
- Lostorage incited WIXOSS（制作元請：J.C.STAFF、各話制作協力【二原、動画、仕上】2016年）
- ベイブレードバースト（制作元請：OLM、各話制作協力【二原、動画、仕上】2016-2017年）
- 文豪ストレイドッグス（制作元請：ボンズ、各話制作協力【二原】2016-2017年）
- タイムボカン24（制作元請：タツノコプロ、各話制作協力【二原、動画、仕上】2016-2017年）
- ジョジョの奇妙な冒険 ダイヤモンドは砕けない（制作元請：david production、各話制作協力【二原、動画、仕上】2016年）
- タイガーマスクW（制作元請：東映アニメーション、各話制作協力【二原、動画、仕上】2016年）
- SHOW BY ROCK!!#（制作元請：ボンズ、各話制作協力【二原、動画、仕上】2016年）
- ViVid Strike!（制作元請：Seven Arcs、各話制作協力【動画、仕上】2016年）
- レガリア The Three Sacred Stars（制作元請：アクタス、各話制作協力【二原、動画、仕上】2016年）
- おしえて! ギャル子ちゃん（制作元請：フィール (アニメ制作会社)、各話制作協力【動画、仕上】2016年）
- DAYS（制作元請：MAPPA、各話制作協力【二原、動画、仕上】2016年）
- エガオノダイカ（制作元請：タツノコプロ、各話制作協力【二原、動画、仕上】2019年）

### 劇場アニメ
- ロックマンエグゼ 光と闇の遺産（制作元請：XEBEC、制作協力、2005年）
- THE IDOLM@STER MOVIE 輝きの向こう側へ!（制作元請：A-1 Pictures、制作協力【二原、動画、仕上】2014年）
- きんいろモザイク Pretty Days（制作元請：Studio五組、制作協力【動画、仕上】2016年）
- SAND LAND（原画、2023年）

### OVA
- デトロイト・メタル・シティ（制作元請：STUDIO 4℃、各話制作協力、2008年）
- ゆるめいつ（2009年）
- 天地無用! 魎皇鬼（制作元請：AIC×C2C、第4期各話制作協力【二原、動画、仕上】2016年 - 2017年）

### Webアニメ
- ペンギン娘♥はぁと（制作元請：ピクチャーマジック、各話協力スタジオ、2008年）
- めぐみ（制作元請：トランス・アーツ、原画、2008年）
- 亡念のザムド（制作元請：ボンズ、各話制作協力、2008年 - 2009年）
- SAND LAND: THE SERIES（作画監督、2024年）